# Vilamatièr
Vilamatièr (francès Villematier) és un municipi del departament francès de l'Alta Garona, a la regió d'Occitània.

## Monuments

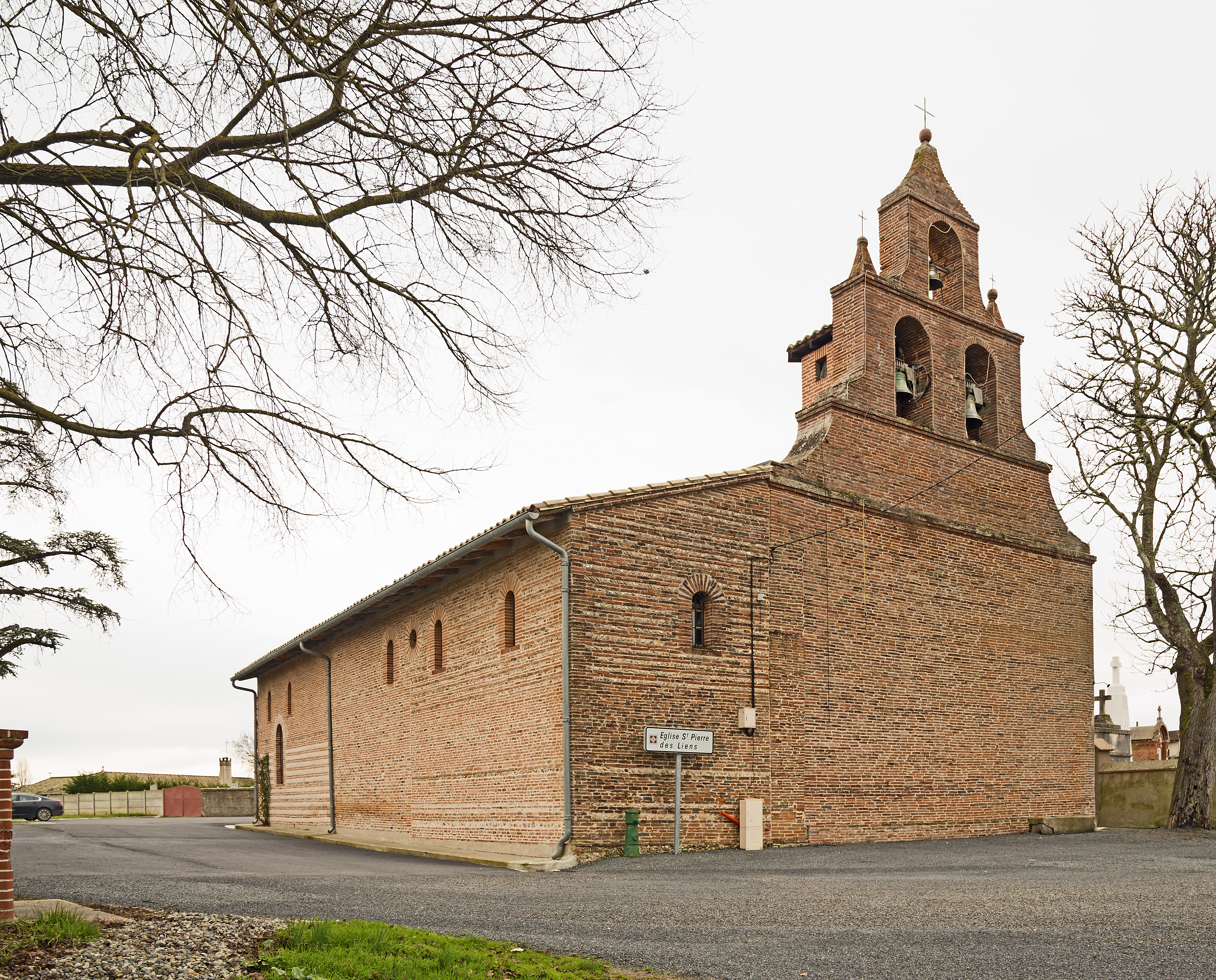
Església.